# 에사 리오스

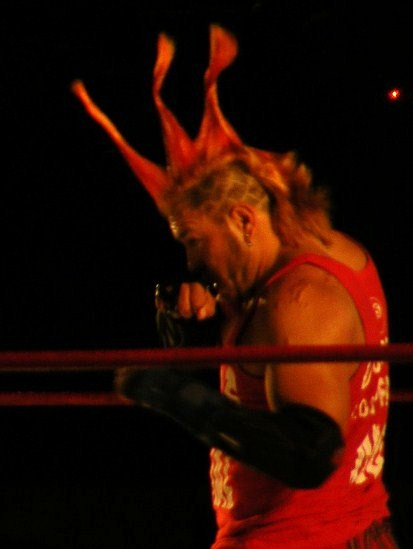

미스터 아길라(Mr. Águila, 1978년 12월 10일 ~ ) 멕시코의 남자 프로레슬링선수다. 본명은 호세 델가도 살다나(José Delgado Saldaña)다. 키는 179cm(5 ft 10 in)에다가 몸무게는 89kg(196 lb)에다가 1994년 프로레슬링 입문을 한적도 있었다. 보통 체격인데다 나이가 어린 WWF의 2대 후배중 한명이다.(참고로 쉐이머스, CM 펑크하고 비슷한 나이다.)1997년 ~ 2000년까지는 WWF 링네임이 아길라(Águila)라는 사용을 한적도 있었고(그 당시 1997년 등장을 한 나이가 20살이다. 굉장히 나이가 어리다.)그리고 2000년 ~ 2001년까지는 WWF 링네임이 에사 리오스(Essa Ríos)라는 사용을 한적도 있었다. 당시 리타하고 같이 붙어다닌적도 있었다. 피니쉬는 사백오십도 스플래쉬, 문설트, 리오스 드라이버/사무라이 드라이버(런닝 플롯-오버 디디티), 슈팅 스타 프레스로 사용을 한다.

## Professional wrestling highlights
- Finishing moves
  - Diving 450° splash
  - Diving moonsault
  - DIving shooting star press
  - Rios Driver / Samurai Driver (Running flip-over DDT)
- Signature moves
  - Diving 450˚ leg drop
  - Diving hurricanrana
  - Diving somersault plancha
  - Multiple kick variations
    - High
    - Legsweep
    - Running big boot
    - Spinning hook

  - Rana
  - Springboard arm drag
  - Vuelo del Águila / Ríos Twister (Running corkscrew crossbody)

- Managers
  - Antonio Peña
  - Lita

## 수상
- 멕시칸 월드 내셔널 헤비웨이트 챔피언 (1회)
- CMLL 월드 태그팀웨이트 챔피언 (1회) - 엑토르 가르사
- CMLL 월드 트리오웨이트 챔피언 (1회) - 엑토르 가르사 앤 페로 아과요 주니어
- 멕시칸 월드 내셔널 트리오웨이트 챔피언 (3회) - 데미안 666 앤 할로윈 (1회), 블랙 워리어 앤 볼라도르 주니어 (1회), 크라네오 앤 싸이코시스 II (1회)
- IWA 월드 주니어 헤비웨이트 챔피언 (4회)
- 코파 하이어 파워 (1997) - 닥터 쎄레브로, 판타시, 미스터 아길라, 네블리나, 토니 리베라
- PWI 랭크드 힘# 446 오브 더 500 베스트 싱글즈 레슬링 듀어링 더 "PWI 이열즈" 인 2003
- 아메리칸스 엑스 컵 (2004) -후벤투드 게레라, 아비스모 니그로, 엑토르 가르사 앤 헤비 메탈
- UWA 월드 라이트 헤비웨이트 챔피언 (2회)
- WWF 월드 라이트 헤비웨이트 챔피언 (1회)
- 루키 오브 더 이열 (1997)